# Obština Ivajlovgrad
Obština Ivajlovgrad (bulharsky Община Ивайловград) je bulharská jednotka územní samosprávy v Chaskovské oblasti. Leží v jižním Bulharsku na východních svazích Východních Rodopů podél hranic s Řeckem. Správním střediskem je město Ivajlovgrad, kromě něj zahrnuje obština 48 vesnic. Žije zde přes 5 tisíc stálých obyvatel.

## Sídla
| - Belopolci - Belopoljane - Bjalgradec - Boturče - Brusino - Bubino - Černi Rid - Černičino - Čučuliga - Dolno Lukovo - Dolnoselci - Drabišna - Glumovo - Gorno Lukovo - Gornoselci - Gorsko - Gugutka | - Chuchla - Ivajlovgrad (sídlo správy) - Kamilski Dol - Karlovsko - Kazak - Kobilino - Kondovo - Konnici - Kostilkovo - Lambuch - Lensko - Mandrica - Meden Buk - Nova Livada - Odrinci - Orešino - Păstrook | - Paškul - Planinec - Plevun - Pokrovan - Popsko - Rozino - Sborino - Siv Kladenec - Slaveevo - Sokolenci - Svirači - Vetruška - Vis - Železari - Železino |

## Sousední obštiny
| Růžice kompasu | Madžarovo  | Ljubimec            |  | Růžice kompasu |
| Růžice kompasu | Krumovgrad | Sever               |  | Růžice kompasu |
| Růžice kompasu | Krumovgrad | Obština Ivajlovgrad |  | Růžice kompasu |
| Růžice kompasu | Krumovgrad | Jih                 |  | Růžice kompasu |
| Růžice kompasu |            |                     |  | Růžice kompasu |

## Obyvatelstvo
V obštině žije 5 486 stálých obyvatel a včetně přechodně hlášených obyvatel 8 247. Podle sčítáni 1. února 2011 bylo národnostní složení následující:
- Bulhaři: 4 739 (88.3 %)
- Turci: 412 (7.7 %)
- Romové: 54 (1.0 %)
- ostatní: 160 (3.0 %)

## Zajímavosti
Do dědiny Odrinici se v roce 2015 přistěhovalo 22 německých vyznavačů přírodního životního stylu a většina z nich zde žije trvale.